# Decaspermum hainanense
Decaspermum hainanense là một loài thực vật có hoa trong Họ Đào kim nương. Loài này được (Merr.) Merr. mô tả khoa học đầu tiên năm 1935.